# Силиштеа (Ботошани)
Силиштеа (рум. Siliștea) насеље је у Румунији у округу Ботошани у општини Стаучени. Oпштина се налази на надморској висини од 86 m.

## Становништво
Према подацима из 2002. године у насељу је живело 428 становника, од којих су сви румунске националности.